# 北控水務集團
北控水務集團有限公司 (港交所：0371) 是一家主要從事水務的公司。其經營业务包括興建污水及自來水處理廠、污水處理、自來水處理及供水、提供技術服務及授權使用有關污水處理之技術知識。
其北京、廣東業務比重较多。

## 历史
2013年7月2日，北控水務以2.7億元人民幣（約3.40億港元），向北京建工集團收購北京建工環境發展60%股權。建工間接擁有總設計產能為每日93.75萬噸之26間污水處理廠，亦正興建1間設計能力為每日100萬噸之再生水廠項目。
2013年9月8日，北控水務斥資13.5億元人民幣收購標準水務有限公司兩個全資子公司水晶水務有限公司（香港）和中國水務控股有限公司（新加坡）100%的股權，並於9月6日簽訂協議。代價將以現金分期償付7.83億元人民幣及發行約2.529億股股份作為代價股份。公司亦將以現金分期付款方式支付目標集團債務償還墊款約5.17億元人民幣。
2013年9月12日，北控水務分別以6.48億元（人民幣．下同）及3.07億元，即合共9.55億元（約12.01億港元），收購實康水務（亞洲）以及Salcon Berhad的股份，相關交易涉及共9個水務項目。
北控水務2013年10月17日公告宣布，擬先舊後新配售3.5億股股份，價格為每股3.21元，較該股停牌前作價3.39元折讓約5.3%。所得款項總額約11.24億元，淨額約為11.12億元，將用作集團一般營運資金。

## 連結
- 北控水務集團有限公司